# 迷路コンピュータゲームの一覧
迷路コンピュータゲームの一覧

## トップダウン迷路ゲーム
- ガッチャ
- ブロッケード
- ヘッドオン
- ベルゼルク
- タンクバタリアン
- ウィザード・オブ・ウォー
- シャムス
- ツタンカーム
- Zzyzzyxx
- 爆弾男 - ボンバーマンシリーズ
- ちゃっくんぽっぷ
- FLAPPY
- ドルアーガの塔
- ガントレット
- ガントレットII
- ボンバーマンオンライン
- The Last Guy
- ARC STYLE: ロボットレスキュー 〜トラップだらけの迷路パズル〜

## ファーストパーソン迷路ゲーム
- Maze War
- 3Dモンスターメイズ
- 3-デモン
- MIDIメイズ

## 迷路チェイスゲーム
- 平安京エイリアン
- パックマン
- ラリーX
- フリスキー・トム
- ジョーブレーカー
- レディバグ
- ロックンチェイス
- クラッシュローラー
- マウストラップ
- ミズ・パックマン
- ラダーラットレース
- フィッター
- ペンゴ
- スーパーパックマン
- クリスタルキャッスルズ
- ジュニアパックマン
- デビルワールド
- ひげ丸
- ごんべえのあいむそ〜り〜
- パックマニア
- ティンクルピット
- パックマン チャンピオンシップ エディション DX

## グリッドキャプチャーゲーム
- アミダー